# Lea (Kantabrische See)
Die Lea ist ein kleiner Fluss im spanischen Baskenland, Provinz Bizkaia. Sie entspringt im Oiz Massiv und mündet nach 20 km bei Lekeitio in die kantabrische See. Der Name der Comarca Lea-Artibai wurde aus den Flussnamen Lea und Artibai gebildet.